# Ready or Not (Chanson de Bridgit Mendler)
Pour les articles homonymes, voir Ready or Not (homonymie).
 (juillet 2013).
Si vous disposez d'ouvrages ou d'articles de référence ou si vous connaissez des sites web de qualité traitant du thème abordé ici, merci de compléter l'article en donnant les références utiles à sa vérifiabilité et en les liant à la section « Notes et références ».
Singles de Bridgit Mendler
Hurricane
(12 février 2013)
Pistes de Hello My Name Is...
Forgot to Laugh
Ready or Not est le premier single de la chanteuse américaine Bridgit Mendler qui est sorti mondialement le 7 août 2012 sous le label de Hollywood Records. Ce morceau est le premier single de l'album de Bridgit Mendler sorti le 22 octobre 2012.

## Composition
La chanson de Bridgit Mendler a été comparée à certaines de Cher Lloyd et Carly Rae Jepsen. 
Ce morceau a été écrit par Bridgit Mendler, Emanuel « Eman » Kiriakou et Evan « Kidd » Bogart ; il a été produit par Kiriakou.

## Clip
La lyric video est sortie le 3 août sur Mendler's VEVO Channel.
Le clip est sorti le 10 août. Le réalisateur est Philip Andelman. Le tournage a eu lieu à Los Angeles.

## Charts[réf.nécessaire]
| Chart (2013)     | Position |
| ---------------- | -------- |
| Australie        | 53       |
| Belgique         | 10       |
| Canada           | 43       |
| Portugal         | 34       |
| France           | 49       |
| Nouvelle-Zélande | 12       |
| Ukraine          | 2        |
| États-Unis       | 3        |

## Certifications[réf.nécessaire]
| Pays                     | Certification | Ventes    |
| ------------------------ | ------------- | --------- |
| États-Unis (RIAA)        | Platine       | 1 000 000 |
| Canada (Music Canada)    | Platine       | 80 000    |
| Danemark (IFPI)          | Or            | 15 000    |
| Nouvelle-Zélande (RIANZ) | Or            | 7 500     |
| Norvège (IFPI)           | Or            | 5 000     |